# Переспа (заказник)
Переспа — гідрологічний заказник місцевого значення. Об'єкт розташований на території Звягельського району Житомирської області, ДП «Ємільчинське ЛГ», Жужельське лісництво, кв. 5, вид. 1—13.
Площа — 117 га, статус отриманий у 2008 році.